# Claude Chappe
Claude Chappe, francoski izumitelj, * 25. december 1763, Brûlon, † 23. januar 1805, Pariz. 
Leta 1792 je izdelal praktični semaforski sistem, ki je bil kasneje postavljen po vsej Franciji. To je bil prvi praktični telekomunikacijski sistem industrijske dobe, kar Chappela naredi za prvega telekomunikacijskega mogotca.

## Življenje
Chappe je bil rojen v Brûlonu, Sarthe (departma), Francija, kot vnuk francoskega barona. Bil je vzgojen za službovanje v cerkvi, vendar je delovno mesto izgubil med francosko revolucijo. On in njegovi štirje brezposelni bratje so se odločili razviti praktični sistem semaforske relejne postaje, kot je že bila predlagana v preteklosti vendar nikoli ni bila realizirana.
Claudov brat Ignace Chappe (1760–1829) je bil član zakonodajne skupščine v času francoske revolucije. Zahvaljujoč njemu je skupščina podprla predlog za izgradnjo relejne linije iz Pariza v Lille (petnajst postaj, okoli 120 kilometrov), za prenašanje vojnih sporočil.
Brata sta na podlagi meritev ugotovila, da je palico pod kotom lažje videti kot prisotnost ali odsotnost plošč. Končna oblika je imela dve veji, povezani z navzkrižno roko. Vsaka veja je imela sedem položajev, in vsaka roka je imela še štiri, kar je dopuščalo 196 kombinacij v kodi. Roke so bile 1-10 metrov dolge, črne in obtežene s protiutežjo, premikale pa so se samo z dvema ročajema. Pritrjene svetilke so se izkazale za nezadostne za nočno uporabo. Relejni stolpi so bili 12–25 km narazen. Vsak stolp je imel dva daljnogleda, usmerjena v obe smeri relejne linije. Chappe je prvo svoj izum poimenoval "tahigraf", kar pomeni hitri pisatelj, prijatelj mu je predlagal ime, ki pomeni "daljni pisatelj", telegraf.
Leta 1792 so bila prva sporočila uspešno poslana od Pariza do Lilleja. Leta 1794 so s pomočjo semaforske linije obvestili Parižane o zajetju Condé-sur-l'Escaut od Avstrijcev manj kot uro po tem, ko je do tega prišlo. Zgrajene so bile ostale proge, vključno z linijo od Pariza do Toulona. Sistem so na veliko posnemali po ostalih evropskih državah, uporabljal ga je Napoleon za koordinacijo svojega imperija in vojske.
Leta 1805 je Claude Chappe storil samomor v Parizu, vrgel se je v vodnjak v hotelu v katerem je bival. Bil naj bl potrt in depresiven zaradi bolezni in trditev konkurentov, da so njegovi semaforji kopija vojaških relejnih sistemov.
Ignace Chappe je leta 1824 poskušal povečati zanimanje za uporabo semaforskih linij v komercialne namene, kot je sporočanje cene surovin, vendar poslovneži niso bili naklonjeni zamisli. Francoska vlada je leta 1846 prevzela nov sistem električnih telegrafskih vodov. Mnogo sodobnikov je opozarjalo na enostavnost sabotaže in prekinitve storitve z rezanjem žice. Kljub temu je električni telegraf povzročil zaton Chappeovega sistema in njegovo ukinitev leta 1852.

## Popularna kultura
Chappejev semafor predstavlja pomembno vlogo v noveli Aleksandra Dumasa Grof Monte Cristo. Grof v njem podkupi operaterja, da posreduje napačno sporočilo.
- Tehnična skica Chappelove relejne postaje
- Grafična skica Chappelove relejne postaje